# 阿尔韦托·梅迪纳
阿尔韦托·梅迪纳（西班牙語：Alberto Medina，1983年5月29日—），墨西哥男子足球运动员，司职中场。他曾代表墨西哥参加2003年泛美运动会足球比赛，获得一枚铜牌。他也曾参加2010年国际足联世界杯。